# Теорема Гірсанова

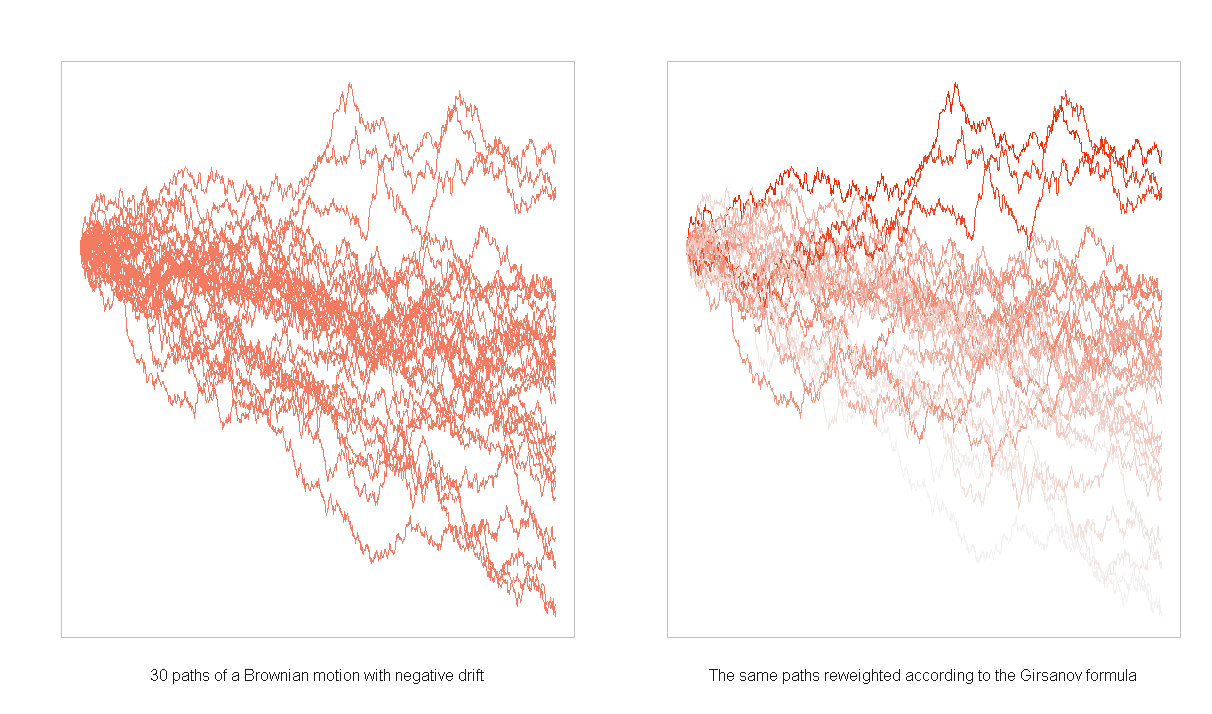
Візуалізація теореми Гірсанова — в лівій частині зображено процес Вінера з від'ємним дріфтом за канонічною мірою ; в правій частині кожен шлях процесу забарвлений відповідно до його ймовірності за мартингальною мірою. Перетворення щільності з на задається теоремою Гірсанова.

У теорії ймовірностей теорема Гірсанова (названа на честь Ігоря Володимировича Гірсанова ) описує, як змінюється динаміка стохастичних процесів при зміні вихідної міри на еквівалентну ймовірнісну міру.  :607Теорема особливо важлива в теорії фінансової математики, оскільки вона демонструє як перетворити міру, яка описує ймовірність того, що базовий інструмент (такий як ціна акції або відсоткова ставка ) прийме певне значення або значення нейтральної за ризиком міри, яка є дуже корисним інструментом для визначення цін на похідні фінансові інструменти.

## Історія
Перші результати були доведені Камероном—Мартіном у 1940-х роках та Гірсановим у 1960 році . Згодом вони були поширені на більш загальні класи процесів, що завершилися загальною формою Ленгларта (1977). 

## Значущість
Теорема Гірсанова грає важливу роль в загальній теорії випадкових процесів, так як вона демонструє, що якщо {\displaystyle Q} є абсолютно неперервної мірою щодо {\displaystyle P}, то кожен {\displaystyle P}-семімартінгал є {\displaystyle Q}-семімартингалом.

## Твердження
Спочатку сформулюємо теорему для особливого випадку, коли стохастичний процес, що лежить в основі, є процесом Броунівского руху. Цього окремого випадку достатньо для ціноутворення, що нейтралізує ризик, у моделі Блека—Шоулза та у багатьох інших моделях (наприклад, в усіх неперервних моделях).
Нехай {\displaystyle \{W_{t}\}} є процесом Вінера на ймовірнісному просторі {\displaystyle (\Omega ,{\mathcal {F}},P)}. Нехай {\displaystyle \{X_{t}\}} є вимірним процесом, адаптованим до природної фільтрації процесу Вінера {\displaystyle \{{\mathcal {F}}_{t}^{W}\}} з {\displaystyle X_{0}=0} .
Визначимо експоненту Долеана—Даде {\displaystyle {\mathcal {E}}(X)_{t}} {\displaystyle X} по відношенню до {\displaystyle W}
{\displaystyle {\mathcal {E}}(X)_{t}=\exp \left(X_{t}-{\frac {1}{2}}[X]_{t}\right),}
де {\displaystyle [X]_{t}} — це квадратична варіація {\displaystyle X_{t}}. Якщо {\displaystyle {\mathcal {E}}(X)_{t}} є строго додатним мартингалом, на ньому можна визначити ймовірнісну міру {\displaystyle Q} {\displaystyle (\Omega ,{\mathcal {F}})} таку, що маємо похідну Радона—Нікодима
{\displaystyle {\frac {{\rm {d}}Q}{{\rm {d}}P}}{\bigg |}_{{\mathcal {F}}_{t}}={\mathcal {E}}(X)_{t}}.
Тоді для кожного {\displaystyle t} міра {\displaystyle Q} звужується на {\displaystyle {\mathcal {F}}_{t}^{W}}, що еквівалентно {\displaystyle P} звужується на {\displaystyle {\mathcal {F}}_{t}^{W}}. Крім того, якщо {\displaystyle Y} — локальний мартингал за {\displaystyle P}, то процес
{\displaystyle {\tilde {Y}}_{t}=Y_{t}-\left[Y,X\right]_{t}}
є {\displaystyle Q} локальним мартингалом на фільтрованому просторі ймовірностей {\displaystyle (\Omega ,{\mathcal {F}},\{{\mathcal {F}}_{t}^{W}\},Q)}.

## Висновок
Якщо {\displaystyle X} — неперервний процес і {\displaystyle W} — броунівський рух за мірою {\displaystyle P}, то
{\displaystyle {\tilde {W}}_{t}=W_{t}-\left[W,X\right]_{t}}
— це броунівський рух за {\displaystyle Q}.
Справа в тому, що {\displaystyle {\tilde {W}}_{t}} неперервний; за теоремою Гірсанова це {\displaystyle Q} — локальний мартингал, а шляхом обчислення квадратичної варіації
{\displaystyle \left[{\tilde {W}}\right]_{t}=\left[W_{t},W_{t}\right]-2\left[W_{t},[W,X]_{t}\right]+\left[[W,X]_{t},[W,X]_{t}\right]=\left[W\right]_{t}=t}
за характеристикою Леві броунівського руху випливає, що {\displaystyle Q} — броунівський рух.

## Застосування у фінансах
У фінансах теорема Гірсанова використовується щоразу, коли потрібно вивести динаміку активу за новою ймовірнісною мірою. Найвідоміший випадок — перехід від історичної міри {\displaystyle P} до нейтральної до ризику міри {\displaystyle Q}, яка виконується у моделі Блека—Шоулза за похідною Радона—Нікодима:
{\displaystyle {\frac {{\rm {d}}Q}{{\rm {d}}P}}={\mathcal {E}}\left(\int _{0}^{\cdot }{\frac {r-\mu }{\sigma }}\,{\rm {d}}W_{s}\right),}
де {\displaystyle r} позначає миттєву безризикову ставку, {\displaystyle \mu } дріфт активу та {\displaystyle \sigma } його волатильність.
Іншими класичними застосуваннями теореми Гірсанова є квантові коригування та розрахунок дріфтів форвардів за моделлю ринку LIBOR .

## Дивись також
- Теорема Камерона—Мартіна[en]
- Стохастична експонента[en]